# Nicholas Llewelyn Davies
Nicholas "Nico" Llewelyn Davies (24 novembre 1903 - 14 octobre 1980) est le plus jeune des garçons de Llewelyn Davies, qui ont inspiré Peter Pan et les Lost Boys de JM Barrie. Il n'a qu'un an lorsque Peter Pan, ou The Boy Who Wouldn't Grow Up, est monté sur scène en 1904, et n'est donc pas une source d'inspiration principale pour les personnages de Peter and the Lost Boys. Cependant, il a huit ans lorsque l'adaptation du roman Peter et Wendy est publiée, et dans les éditions ultérieures de la pièce, le deuxième prénom du personnage de Michael Darling est changé en "Nicholas". Il est le cousin germain de l'écrivaine anglaise Daphné du Maurier.

## Jeunesse
Lorsque Davies est né, Barrie est déjà un ami de ses frères et de sa mère Sylvia. Après la mort du père Arthur (1907) et de la mère (1910) des garçons, Barrie devient leur tuteur (avec leurs oncles Guy du Maurier et Crompton Llewelyn Davies, et leur grand-mère Emma du Maurier). Deux des frères de Davies meurent avant qu'il ne soit adulte : George est tué au combat pendant la Première Guerre mondiale en 1915, Michael se noie avec un ami proche en 1921. Davies fréquente le Collège d'Eton et entre à l'Université d'Oxford en 1922, mais continue à passer des vacances avec Barrie.

## La vie adulte

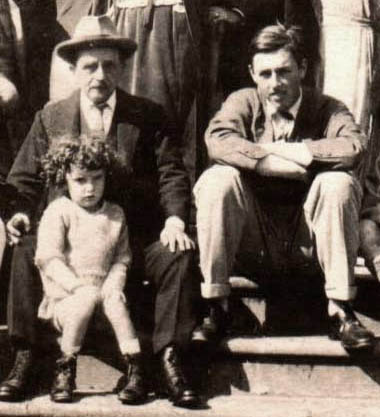
Davies (à droite) et JM Barrie

En 1926, il épouse Mary James, fille de Walter John James, 3e baron Northbourne  et ils ont une fille Laura, née en 1928. Barrie est le parrain de Laura. En 1935, il rejoint la maison d'édition de son frère, Peter Davies Ltd. Son frère Jack meurt en 1959 et Peter se suicide en 1960. En tant que dernier sujet survivant de la mini-série The Lost Boys de la BBC de 1978, il est consultant pour l'écrivain Andrew Birkin. Il est décédé le 14 octobre 1980 à son domicile d'Eythorne, dans le Kent.